# Szaga prefektúra

The seal of Saga Prefecture

The flag of Saga Prefecture

 Szaga prefektúra (佐賀県; Hepburn: Saga-ken) Japán Kjúsú szigetének északnyugati részén fekszik. Partjaival egyaránt határos a Japán-tenger és az Ariake-tenger.  A prefektúra nyugati részén fekvő városok, mint Arita és Imari híresek kerámiáikról és porcelánjaikról. Fővárosa Szaga.

## Történelem
Az ókorban a mai Nagaszaki prefektúra és Szaga prefektúra területe együttesen alkották a Hizen tartományt. A rizstermesztés jelen van már az ókor óta, ennek maradványai láthatóak Nabatake romjainál Karacuban és a Josinogari lelőhelyen.

### Feudális időszak
A Kamakura-kortól a Muromacsi-korig kb. 100 hűbéri klán követhető nyomon. Nagy befolyással bírt egy szamuráj klán ebben az időben a Genkai-tenger mentén Macuratóban. A Szengoku-kor kezdetére a Rjúzódzsi klán (család) kiterjesztette hatalmát Hizen és Csikugo Tartományokra, Higo egy részére és Csikuzen Tartományra. Rjúzódzsi Takanabu daimjó halála után a kialakult politikai helyzeten Nabesima Naosige lett úrrá. 1607-re a Rjúzódzsi klán összes birtoka a Nabesima család ellenőrzése alá került.
Az Edo-korban a területe Szaga Tartománynak nevezték (佐賀藩 Szaga-han) és 3 altartományt foglalt magába: a Hasunoikét, Ogit és Kasimát. Ezenkívül Szaga prefektúrához tartozott az akkori Karacu tartomány (唐津藩 Karacu-han) és 2 körzete a Cusima-Fucsú tartománynak (対馬府中藩 Cusimafucsú-han). Szaga Tartomány területét továbbra is a Nabesima klán uralta, a Rjúzódzsi klán törvénytelen vérvonalának tagjaival. A politikai helyzet viszonylag stabil volt, habár Nagaszaki védelmének összege egyre csak növekedett. A pénzügyi helyzeten csak rontott a nagy kjóhói éhség és az 1828-as Siebold tájfun. Mégis az Ariake-tengerrel határos területek művelhető, jól termő talaja lehetővé tette a termény nagy mennyiségű előállítását és az 1840-es évekre az éves koku 670,000-el növekedett, a 200 évvel azelőtti kétszeresére.
A 19. század közepe táján Nabesima Naomasza törekedett a tartomány pénzügyeinek stabalizálására. Különböző intézkedéseket rendelt el ennek érdekében, többek között csökkentette a hivatalnokok számát és előmozdította  a helyi iparágakat, mint  az aritai porcelán készítését, zöld tea termelést és a kőszén bányászatot. Új technológiákkal ismerkedtek meg a tengerentúlról: a lángkemencével és a gőzmozdonnyal.
A bosin háború után sokan a tartományból a Meidzsi restaurációt támogatták. A Meidzsi-korban a kőszénbányák korszerűsítésére Kisima és Higasimacura közetekben nagy hangsúlyt fektettek, illetve elősegítették a vasútvonalak kiépítését.

## Földrajz
Szaga prefektúra Kjúsú északnyugati részén fekszik. Északról határos a Genkai-tengerrel és a Cusima-szorossal, délről pedig az az Ariake-tengerrel. Szaga közelsége a Koreai-félszigethez lehetővé tette, hogy fontos közvetítő legyen a kulturális tárgyak vagy iparcikkek megismerésében, illetve cseréjében a japán történelem során. A prefektúra területének 68%-át agrár és erdős területek alkotják. 
- Legészakibb pont: Enuonohana, Kakaradzsima, Karacu – é. sz. 33° 36′, k. h. 129° 51′33.600000°N 129.850000°E
- Legkeletibb pont: Iida-macsi, Toszu – é. sz. 33° 23′, k. h. 130° 32′33.383333°N 130.533333°E
- Legdélibb pont: Óurakó, Tara – é. sz. 32° 57′, k. h. 130° 13′32.950000°N 130.216667°E
- Legnyugatibb pont: Óse, Madarashima – é. sz. 33° 34′, k. h. 129° 44′33.566667°N 129.733333°E

### Hegységek
- Sefuri-hegység, Tara-hegység
- Kjóga (1,076 m, Szaga legmagasabb pontja), Sefuri-hegy (1,056 m), Tenzan (1,046 m), Taradake (996 m ), Ihara-hegy (962 m), Kinzan (957 m), Raizan (955 m), Hagane-hegy (900 m)

### Folyók
- Csikugo (15.5 km hosszan Szagában), Kase  (57.5 km), Macuura (45.3 km), Rokkaku (43.6 km)
- Hokuzan-gát

### Tengerek
- Kelet-kínai-tenger: Ariake-tenger, Isahaja-öböl
- Japán-tenger: Genkai-tenger, Karacu-öböl, Imari-öböl

### Félszigetek
- Higasimacuura-félsziget

### Szigetek
- Genkai-tenger: Takasima, Kasiwadzsima, Ogawadzsima, Kakaradzsima, Macusima, Madaradzsima, Kabesima, Mukusima, Iroha-szigetek[3]
- Ariake-tenger: Okinosima

### Erdők
- Nidzsi no Macubara[3]

### Barlangok
- Nanacugama-barlang[3]

### Híres parkok
- Hacsimandake
- Kavakami-Kinrjú
- Kurokamijama
- Szefuri-Kitajama
- Taradake
- Tenzan .[4]

## Közigazgatás

Szaga prefektúra térképe a községhatárokkal

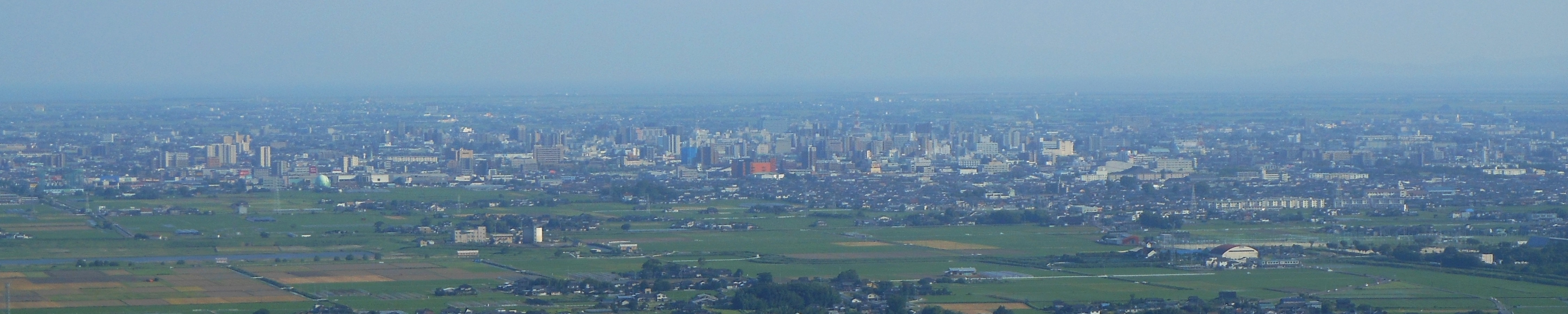
Szaga

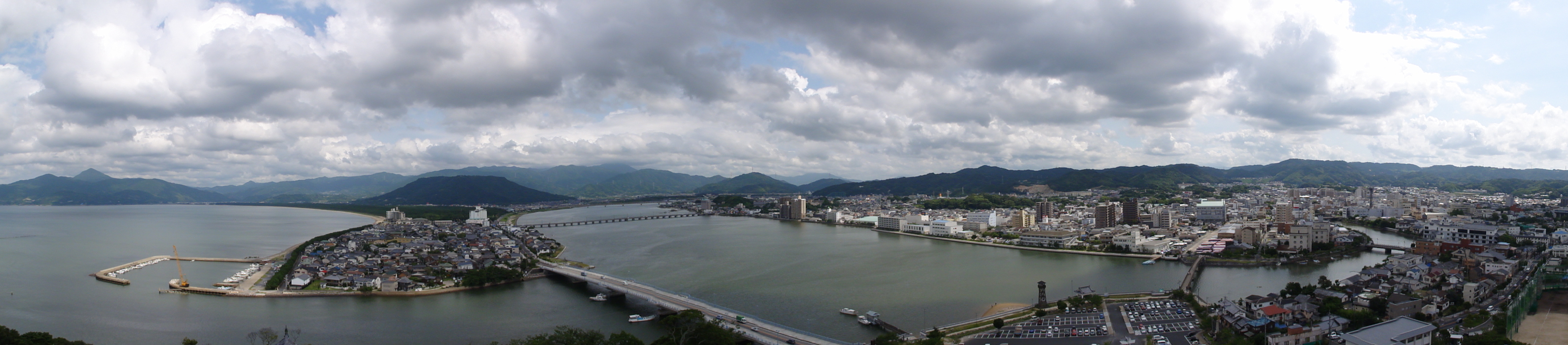
Karacu

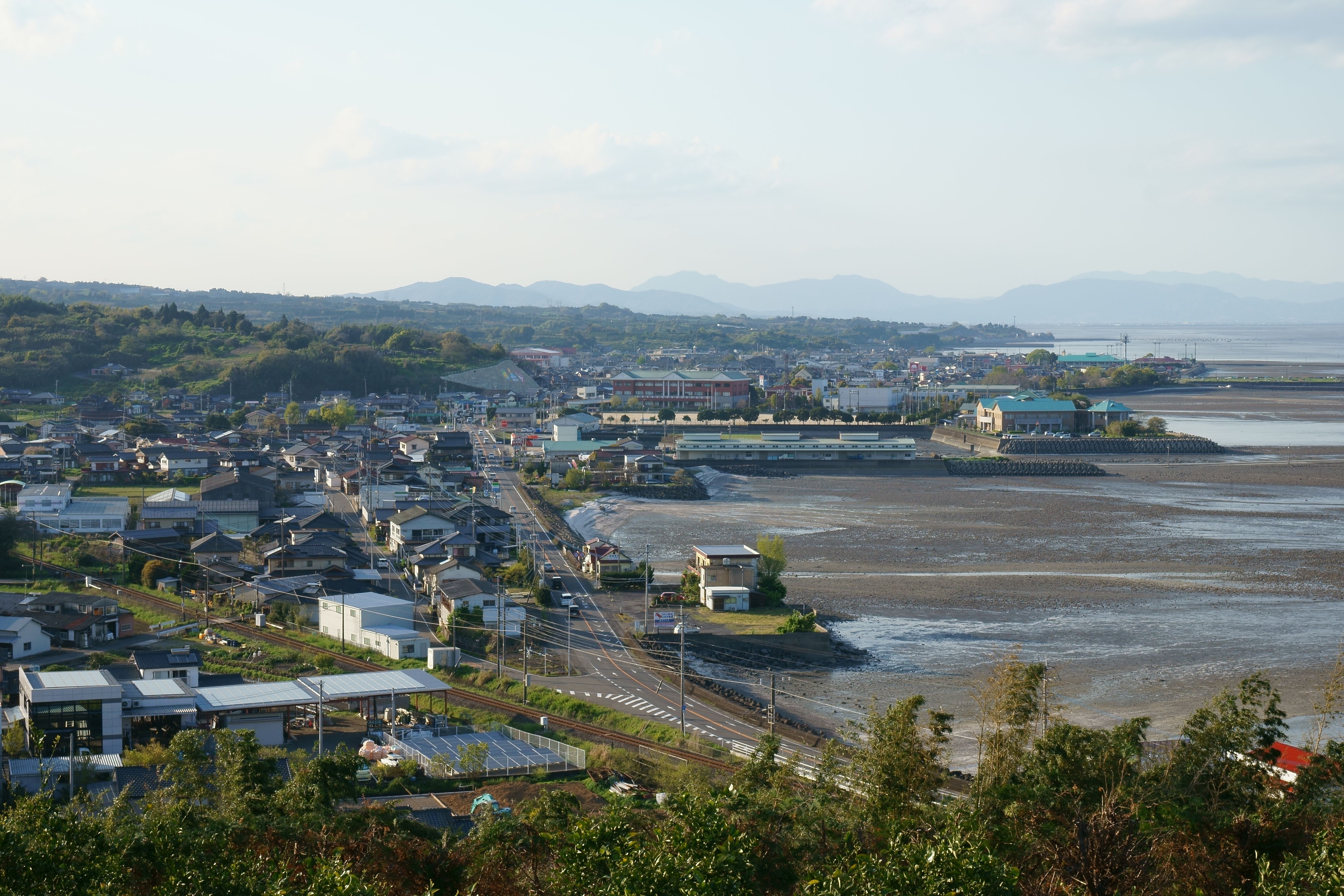
Tara

### Városok
10 város tartozik Szaga prefektúrához:
| - Imari - Kanzaki - Karacu - Kasima | - Ogi - Szaga (székhely) - Takeo | - Taku - Toszu - Uresino |

### Körzetek
6 városrésze van. Városok körzetenként:
| - Fudzsicu körzet - Tara - Higasimacuura körzet - Genkai - Kanzaki körzet - Josinogari | - Kisima körzet - Kóhoku - Ómacsi - Siroisi | - Mijaki körzet - Kamimine - Kijama - Mijaki - Nisimacuura körzet - Arita |

## Gazdaság
Meghatározó szerepe a mezőgazdaságnak, erdészetnek és a tengerparti halászatnak van.  Nagy számban termelnek hagymát, epret és jelentős marhahúst állítanak elő. A prefektúra a legnagyobb előállítója a mocsigoménak (ragacsos rizs) és a melegházas mandarinnak országszerte.

### Bank
- Szaga Bank
- Szaga Kjoei Bank

## Oktatás

### Egyetem
- Szaga Egyetem
- Nisikjúsú Egyetem
- Nisikjúsú Főiskola (előtte Szaga Főiskola)
- Kjúsú Rjukoku Főiskola
- Szaga Agrártudományi Főiskola

## Kultúra
Arita, Imari és Karacu városok nevezetesek az ott készülő porcelánokról. Az ország legjobb porcelánműhelyei itt találhatóak: Imaemon, Genemon és Fukagawa.

## Látványosságok

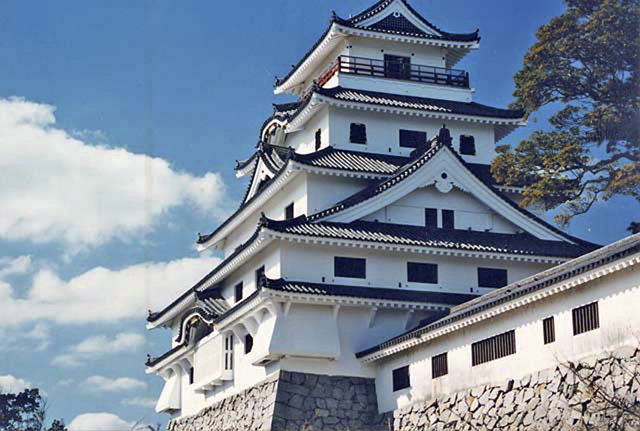
A karacui várkastély

- Karacui várkastély
- Josinogari lelőhely